# Iodwasser
Iodwasser ist die wässrige Lösung des Halogens Iod.
Dabei tritt folgende Gleichgewichtsreaktion auf:
{\displaystyle \mathrm {I_{2}+2\ H_{2}O\;{\overrightarrow {\leftarrow }}\;HIO+H_{3}O^{+}+I^{-}} }
Iod ist in Wasser fast unlöslich. In einem Liter Wasser lösen sich unter Standardbedingungen 0,29 g Iod. Dabei hängt der Iodgehalt vom pH-Wert ab. Die Hypoiodige Säure im Iodwasser dissoziiert in H+− Ionen und IO−-Hypoiodit-Ionen, welche als Desinfektionsmittel verwendet werden können.
Da Iod ein Radikalinhibitor ist, kann Iodwasser zur Unterbrechung einer laufenden radikalischen Substitution verwendet werden.
Zusammen mit Kaliumiodid ergibt sich die Lugolsche Lösung.